# Way Past Your Bedtime
Way Past Your Bedtime – pierwszy album projektu unitrΔ_Δudio polskiego producenta muzycznego Pawła Kasperskiego (drugi ogólnie). Wydawnictwo ukazało się 21 listopada 2016 roku nakładem wytwórni muzycznej Onionwave. Gościnnie na albumie wystąpił producent SUSHI寿司.

## Lista utworów
Opracowano na podstawie materiału źródłowego.
| 1. "Dream Date" – 3:19 2. "Incurable" – 3:03 3. "Next to You" – 4:18 4. "Unfulfilled" – 3:15 5. "Night Cruise" - 3:18 6. "Sleep Tight" - 3:02 7. "Mermaid" - 3:15 8. "Blacknite" gościnnie SUSHI寿司 - 3:25 |